# Ingeburg Thomsen
Ingeburg Thomsen ist eine deutsche Rock- und Jazzsängerin.
Ingeburg Thomsen sang zunächst Folklore, bevor sie zum Bluesgesang wechselte. Sie spielte Ende der 1960er-Jahre in Hamburg bei Abbi Hübner, mit dem erste Aufnahmen entstanden (Cake Walkin' Babies from Home/Jelly Bean Blues). In der ersten Hälfte der 1970er-Jahre war sie u. a. mit den Hamburg All Stars, Peter „Banjo“ Meyers Dampfkapelle (Album Herzlose Lieder, 1974) und den Jazz Lips (Album Jazz Lips Feat. Ikey Robinson and Thomas Jefferson, Metronome 1975) aktiv.
Ab Mitte des Jahrzehnts spielte sie in der Hamburger Rockszene u. a. mit der Band Randy Pie (zu hören als Backgroundsängerin auf dem Album England England von 1976) und mit der Rockband Rudolf Rock & die Schocker, mit denen sie in Hamburger Spielstätten wie der Komödie Winterhuder Fährhaus auftrat und die Single Denis (Die Show Mit Dir War Schön) einspielte. 1976 legte sie ihr erstes Soloalbum Love Me or Leave Me vor, auf dem sie ein Repertoire mit Jazzstandards wie God Bless the Child, Stardust und I Hear Music interpretierte. 1983 erschienen das Rockalbum Weisse Sklavin und die Single Peter.
1984 hatte sie eine Rolle in dem Spielfilm Tausend Augen (Regie Hans-Christoph Blumenberg).